# Nacionalni park Gobustan
Nacionalni park Gobustan ili Gobustanski petroglifi (azerski jezik: Qobustan qoruğu) je nacionalni park u blizini naselja Gobustana, 64 km jugozapadno od Azerbajdžanske prijestolnice Bakua. Nacionalni park zauzima jugoistočni obronak planine kojom završava Kavkaz, prije zapadne obale Kaspijskog jezera, većinom u dolini rijeke Džejrankečmaz, između rijeka Pirsgat i Sumgait. 
Ovo područje je prepuno dubokih klanaca (azerski: gobu) po kojima je i dobilo ime. Ostale znamenitosti su blatni vulkani (400 njih što je više od polovine poznatih u svijetu), plinsko kamenje, fosili, i velike odlomljene vapnenačke stijene koje tvore oko 20 velikih i malih špilja i prirodnih zaklona. Na tim stijenama je 1930. godine pronađen veliki broj petroglifa (oko 6.000) iz paleolitika, mezolitika i neolitika koji svjedoče o 40.000 godina prapovijesne umjetnosti na kamenu. Oni uglavnom prikazuju lov, ribolov, floru i faunu okolice, te način života koji se očuvao od prapovijesti do srednjeg vijeka. Zbog toga su 2007. godine upisani na UNESCO-ov popis mjesta svjetske baštine u Aziji. 
Na zaštićenom području od 537 hektara nalaze se i ostatci naseljenih špilja, naselja i grobnica koje su nastale poslije posljednjeg Ledenog doba. Jedinstveni su i megalitski spomenici poznati kao "Gaval-daš kamenje" koje se sastoji od velike kamene ploče plinskog kamena, na 3 kamena potpornja, koja proizvodi neobičan zvuk kada se udari kamenom. Plinsko kamenje je nastalo kombinacijom jedinstvene klime, te izvora plina i nafte koji se mogu pronaći samo na ovom mjestu.
Nacionalni park postoji još od 1966. godine i uključuje šire područje planina Bojukdaš, Kičikdaš, Džingirdag i brdo Jazili u blizini Kaspijskog jezera.
God. 1948. azerbejdžanski arheolog Išak Džaferzade je pored prapovijesnih petroglifa pronašao i starorimski natpis na latinskom koji je najistočniji rimski artefakt ikada pronađen.
Danas je Gobustan najpopularniji nacionalni park u Azerbajdžanu i velika turistička atrakcija.
- Panorama Gobustana s Kaspijskim jezerom
- Stijene Gobustana
- Blatni vulkani Gobustana
- Rimski natpis
- Obris petroglifa

## Poveznice
- Stari grad (Baku)

## Vanjske poveznice
- Gobustan na Window2Baku (engl.) Posjećeno 15. ožujka 2011.
- YouTube: Qobustan petroglyphs
- Museum under open sky (engl.)